# Krema
Krema (grško chriein = mazati) pomeni različne pripravke:
- tekoče do pastasto sredstvo za nego kože (npr. krema za sončenje, porjavitvena krema) ali vsako drugo podobno sredstvo (krema za čevlje),
- težko tekoča penasta sladica (npr. vanilijeva krema),
- v farmacevtskem smislu posebna oblika farmacevtske oblike.

## Krema kot farmacevtska oblika
Krema je poltrdna farmacevtska oblika v obliki emulzije, ki je
sestavljena iz vodne in oljne faze. Za stabilizacijo emulzije je potreben dodatek emulgatorjev, ki pa lahko povzročijo tudi alergijsko reakcijo. Običajno se kreme uporabljajo za aplikacijo na koži, redkeje pa tudi na sluznicah (vaginalne kreme in rektalne kreme).

## Vrste krem
Glede na sestavo emulzije ločimo dve vrsti krem:
- krema olje v vodi (oljne kapljice so dispergirane v vodni fazi),
- krema voda v olju (vodne kapljice so dispergirane v oljni fazi).

Prednost krem olje v vodi je v tem, da se lažje sperejo in so manj mastne; zatorej se veliko uporabljajo predvsem v kozmetiki. Že same po sebi imajo vlažilne lastnosti in preprečujejo izsušitev kože.
Kreme voda v olju so sicer manj prijetne za uporabo, vendar se uporabljajo predvsem za vgraditev hidrofobnih učinkovin.